# 大坪乡 (普格县)
大坪乡，是中华人民共和国四川省凉山彝族自治州普格县下辖的一个乡镇级行政单位。2021年1月12日，撤销辉隆乡，将其所属行政区域划归大坪乡管辖。

## 行政区划
大坪乡下辖以下地区：
底古村、团结村、胜利村、跃进村和堡里村、洛久村、洛莫村、块莫村和则宗村。